# 8852 Buxus
8852 Buxus eller 1991 GG6 är en asteroid i huvudbältet som upptäcktes den 8 april 1991 av den belgiske astronomen Eric W. Elst vid La Silla-observatoriet. Den är uppkallad efter växten Buxbomar.